# Operation Skorpion
Operation „Skorpion“ war eine vom KGB durchgeführte Spionageoperation in der Bundesrepublik Deutschland um die Hauptfigur Heidrun Hofer.
Die damalige Sekretärin des Bundesnachrichtendienstes (BND) wurde 1969 von dem Romeo-Agenten „Hans Puschke“ in eine Liaison verwickelt, in deren Verlauf sie ihm u. a. Verteidigungspläne der NATO auf westdeutschem Boden und Informationen über eine deutsche Stay-behind-Organisation aushändigte.
Initiiert wurde die Aktion von dem KGB-General Juri Drosdow, der eine Alt-Naziorganisation namens „Überlebensträger“ in Südamerika erfand, um die durch ihr Elternhaus rechtsnational gesinnte Heidrun Hofer zum Geheimnisverrat zu verleiten.
Puschke kontaktierte Hofer 1969 in Paris, wo sie im Vorort St. Cloud beim BND tätig war. Sie wurde geblendet durch teure Reisen und die vermeintlich „gute Tat“, einer Nazi-Organisation zu helfen. Die Luxusreisen und die häufigen Auslandsaufenthalte ihres „Verlobten“ gaben ihren Kollegen Anlass zum Misstrauen. Sie wurde etwa sechs Monate lang vom BND observiert und am 20. Dezember 1976 bei Mittenwald festgenommen, als sie nach Österreich zu ihrem Geliebten fahren wollte.
Beim LKA München in der Maillingerstraße setzte man sie mit der Drohung, man würde auch ihre Eltern belangen, unter Druck. Sie stürzte sich aus einem Fenster im sechsten Stock und überlebte schwer verletzt.
Mitte 1979 wurde sie vom Generalbundesanwalt vor dem Bayerischen Obersten Landesgericht wegen geheimdienstlicher Agententätigkeit für Ostländer, wegen Verletzung des Dienstgeheimnisses und Bestechlichkeit angeklagt.